# ヤコフ・トリポーリスキー
ヤコフ・ウラジーミロヴィチ・トリポーリスキー (Яков Владимирович Трипольский、グルジア語: იაკობ ვლადიმერის ძე ტრიპოლსკი、ラテン文字転写例: Yakov Vladimirovich Trypolsky、1919年1月13日-1998年3月4日) はソビエト連邦およびジョージアの俳優、脚本家。名はヤコブ、姓はトリポールスキーと表記されることもある。

## 略歴
1941年にトビリシ国立大学哲学部を卒業し、1942年からトビリシのK.マルジャニシヴィリ名称演劇アカデミー劇場で俳優となった。容貌がスターリンと似ていたことから、大祖国戦争をテーマにした多くのソビエト映画にスターリン役で出演した。

## 受賞歴
- 名誉記章勲章（1958年4月17日）
- グルジア・ソビエト社会主義共和国人民芸術家 (1966年)

## 出演作品
- 1948年：Кето и Котэ
- 1954年：Стрекоза
- 1955年：Тайна двух океанов - 邦題『海底5万マイル』)
- 1970年：Сады Семирамиды
- 1974年：Ночной визит
- 1975年：Выбор цели - スターリン役
- 1975年：Дума о Ковпаке - スターリン役
- 1977年：Солдаты свободы - 邦題『続・ヨーロッパの解放』、スターリン役
- 1982年：Если враг не сдаётся... - スターリン役
- 1985年：Битва за Москву - 邦題『モスクワ大攻防戦』、スターリン役
- 1993年：Трагедия века - スターリン役